# François-Antoine Pomey
François-Antoine Pomey (* 8. Dezember 1618 in Pernes-les-Fontaines; † 10. November 1673 in Lyon) war ein französischer Jesuit, Altphilologe, Romanist und Lexikograf.

## Leben und Werk
Pomey (auch: Pomay oder Pomai) trat 1636 in den Jesuitenorden ein und wurde 1644 Präfekt am Collège de la Trinité (heute: Collège-lycée Ampère) in Lyon. Er publizierte, meist auf Latein, zahlreiche erfolgreiche Schulschriften, von denen einige ins Französische, Englische und Deutsche übersetzt wurden.
Bedeutend war sein Französisch-Lateinisches Wörterbuch (1664, 1671), welches das Fehlen von einsprachigen Wörterbüchern des Französischen vor 1680 in besonderer Weise relevant machte, nicht zuletzt als Basis für die Anfertigung von zwei- oder dreisprachigen Wörterbüchern mit Französisch (z. B. Französisch-Englisch von Guy Miège). Eine Besonderheit seines Dictionnaire Royal waren die vielen Artikel mit Sachgruppeninformation (z. B. alle Körperteile s. v. corps).

## Werke

### Wörterbücher
- Le Dictionnaire Royal des langues françoise et latine, Lyon 1664
  - Le Dictionnaire royal augmenté, Lyon 1671 (bis 1716)
  - Le petit dictionnaire royal pour ceux qui commencent à composer en latin, Lyon 1667 (bis 1723)
  - Le Grand Dictionnaire Royal (deutsch-französisch-lateinisch), Frankfurt am Main 1681 (bis 1740)

### Weitere Werke
- Pantheum mythicum. Seu fabulosa deorum historia, Lyon 1659
- Methode Pour Apprendre L’Histoire Des Faux Dieux De L’Antiquite Ou Le Pantheon Mytyque Composé en latin par le Pere Pomey, & traduit en franc̜ois par Monsieur Tenend, Paris  1715
- Libitina, seu de funeribus epitomes eruditionis, 2 Bde., Lyon 1659
- Candidatus Rhetoricae, seu Aphtonii progymnasmata, Lyon 1661 (zahlreiche Auflagen)
- L’Art de bien méditer ou la manière de prier mentalement, expliquée par diverses pratiques, Lyon 1662
- Catéchisme théologique, Lyon 1664
- Pomariolum floridioris latinitatis seu phrases synonymae A. Manutii, Lyon 1664 (zahlreiche Auflagen)
  - Flos latinitatis ex auctorum latinae linguae principium monumentis excerptus in hunc digestus libellum, cui prima editio nuper inscripserat pro titulo "Pomariolum latinitatis", Lyon/Antwerpen 1666.
- Les Particules françoises, méthodiquement sont exprimées en latin, avec un recueil de celles qui ne souffrent point de méthode, Lyon 1666
- Indiculus universalis. L’Univers en abrégé, Lyon 1667 (zahlreiche Auflagen)